# Požáry
Požáry jsou národní přírodní památka na území hlavního města Prahy nacházející se v katastru městské části Praha Řeporyje. NPP je tvořena opuštěným lomem s příjezdovým zářezem. Důvodem ochrany je zářez cesty k lomu a opuštěný lom, kde je zachycen stratotyp hranice mezinárodního významu pro silurská oddělení ludlow – přídolí). Spodní hranici přídolí, jejíž stáří se odhaduje na 423 ± 2,3 miliónů let, určuje první výskyt graptolita Monograptus parultimus.
Chráněné území se rozkládá na ploše 2,71 ha a nachází se v nadmořské výšce mezi 310 a 340 metry. První ochrany se území dostalo roku 1982, kdy bylo prohlášeno za chráněný přírodní výtvor. K jeho vyhlášení národní přírodní památkou pak došlo roku 1992. Oblast spravuje AOPK ČR Správa CHKO Český kras.

## Lokalita

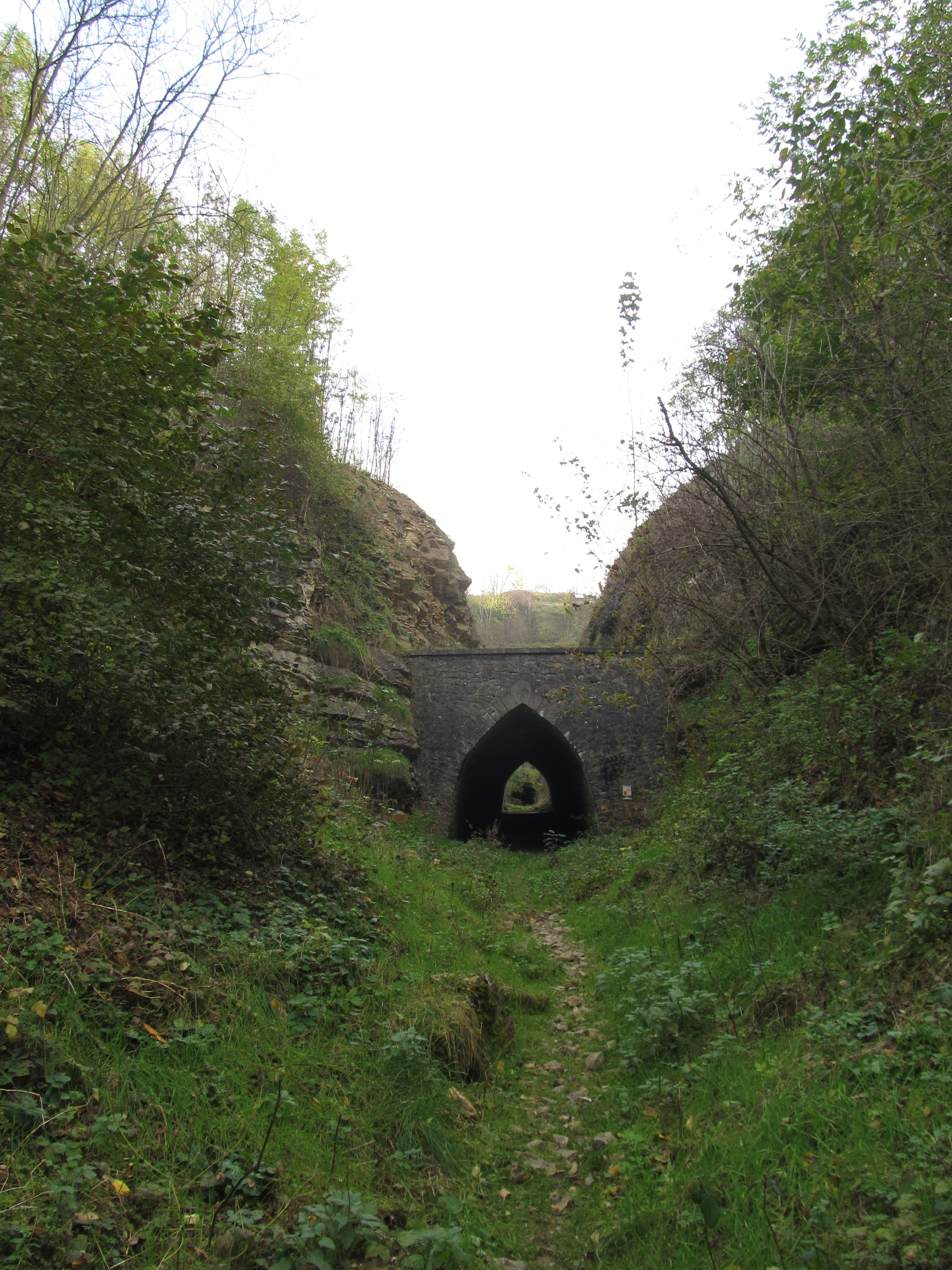
Vstup do lokality NPP Požáry

Území se nachází v Praze, v katastru městské části Praha Řeporyje, na pravém břehu Dalejského potoka. Lokalita je volně přístupná po celý den z ulice k Holému vrchu. V těsném sousedství této památky se nachází stále funkční kamenolom Řeporyje, ve kterém je těžen vápenec a je veřejnosti nepřístupný. V sousedství lokality se nachází národní přírodní památka Dalejský profil. Blízko území se nachází železniční trať Praha-Smíchov – Rudná u Prahy – Beroun.

## Historie
Území lomu Požáry bylo člověkem narušováno již ve středověku, kdy zde docházelo ke změně krajinného rázu, která byla způsobena vykácením lesů a jejich přeměnou na pastviny. Později[kdy?] zde vznikly dva vápencové lomy. Lomy mají jámový charakter a nazývají se Požár 1 a Požár 2 (ten již není součástí NPP). Tunel pro úzkokolejnou malodrážku, jenž sloužil k dopravě těženého vápence z lomu k železnici Praha-Rudná, zde vznikl roku 1930. K dopravě byly používány lokomotivy jezdící na naftu.
Štola spojující lomy, vzniklá ve 20. století, se dochovala až do dnešních dnů. Vápence lochkovského souvrství se v lomu Požár 1 těžily pro výrobu cementu a dále i pro chemický a sklářský průmysl. Část těženého materiálu byla používaná jako stavební kámen. Během těžby byl odkryt skalní profil. Prvním, kdo profil poprvé popsal, byl Brouček roku 1937. Těžba vápence v lomu Požár 1 byla ukončena před začátkem druhé světové války, avšak přístupový zářez se používal až do ukončení těžby v lomu Požár 2 koncem let čtyřicátých. Od roku 1955 zde studoval Herman Jaeger z německého Paleontologického muzea Humboldtovy univerzity v Berlíně zkameněliny graptolitů.
Roku 1979 shromáždila mezinárodní subkomise pro silurskou stratigrafii podklady pro stanovení čtvrtého mezinárodního chronografického oddělení siluru a jeho mezinárodního stratotypu. V květnu 1979 v Kyjevě proběhlo zasedání Mezinárodní silurské subkomise a zatím neformální hlasování potvrdilo, že je návrh české pracovní skupiny oprávněný. Roku 1982 bylo území prohlášeno za chráněný přírodní výtvor. V březnu roku 1983 navrhla území česká pracovní skupina na mezinárodní stratotyp na základě podrobného studia českých geologických profilů, které probíhalo již od roku 1979. Roku 1984 byl pak po oficiálním hlasování na mezinárodním geologickém kongresu v Moskvě Mezinárodní silurskou subkomisí oficiálně přijat nejvyšší silurský stupeň přídolí. V současné době je přídolí bráno jako oddělení bez dalšího členění na stupně.

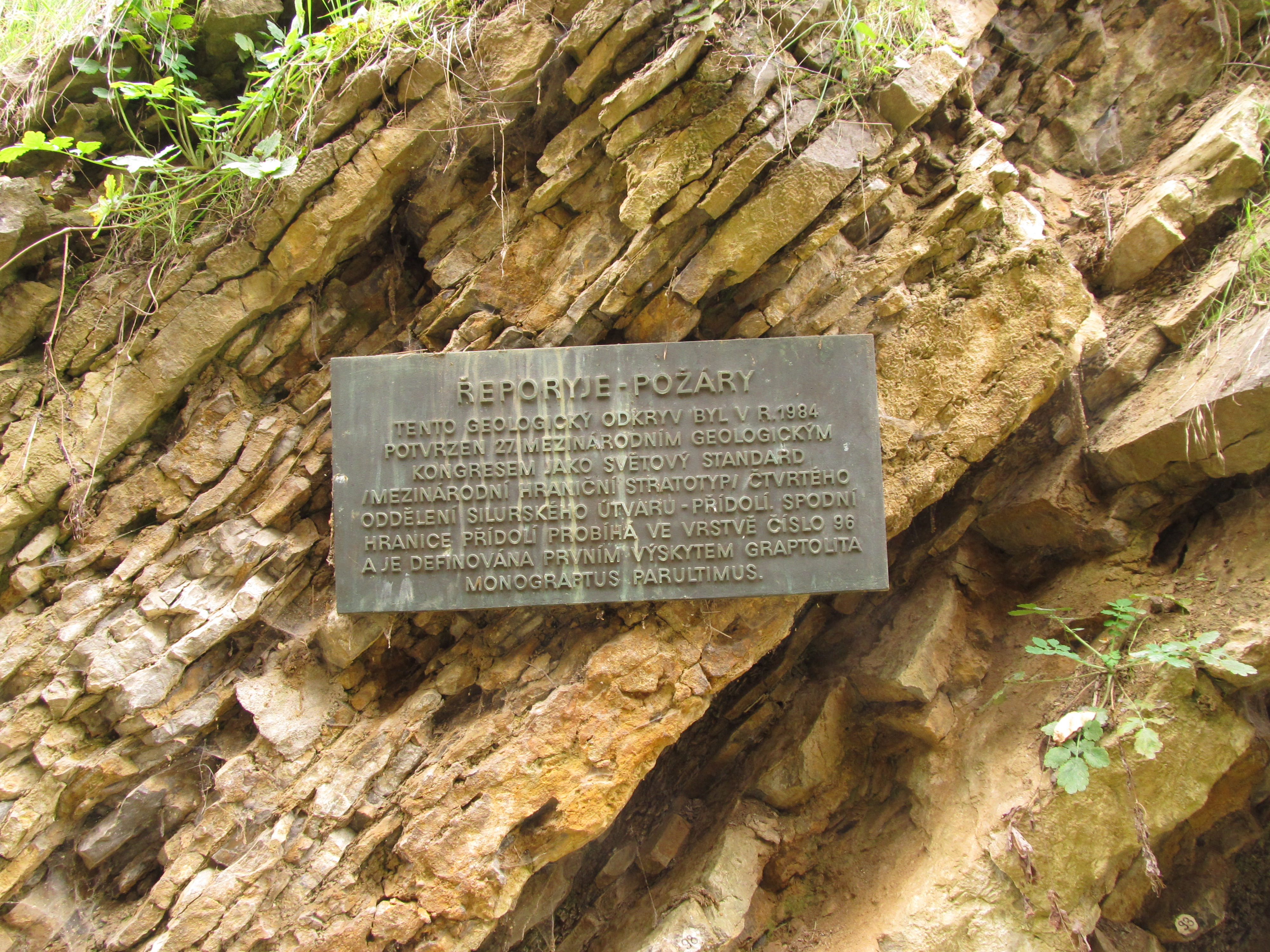
Informační deska k mezinárodnímu stratotypu

Jako jeho globální stratotyp byl vybrán lom Požár 1 s požárským souvrstvím, které se původně nazývalo přídolské, ale aby nevznikl zmatek, bylo přejmenováno právě na požárské. Roku 1986 bylo definováno požárské souvrství, jehož regionálním stratotypem byla NPP vyhlášena. K vyhlášení území národní přírodní památkou pak došlo roku 1992.

## Přírodní poměry

### Geologie a paleontologie
NPP Požáry jsou významným nalezištěm zkamenělin. Podrobným popisem geologie lokality se zabýval Jiří Kříž již od roku 1965 (v různých pracích pak i v letech 1986, 1989, 1991, 1992). O popularizaci stratypového profilu se zasloužil i Ivo Chlupáč roku 1993. V zářezu před tunelem se nacházejí odkryté tufitické břidlice v barvě rezavé hnědé s čočkami a konkreciemi šedých vápenců. V těchto břidlicích najdeme trilobita Cromus beaumonti a ramenonožce Septaturya sapho. V lavici s šířkou kolem 1,3 m se nacházejí trilobiti Cromus beaumonti, Prantlia ligula, Prionopeltis praecendens, Metacalymene baylei, Diacanthaspis minuta, Otarion diffractum. Dále zde byl nalezen také mlž Cardiola docens a ramenonožci Septatrypa sapho, Shagamella margarita a Bleshidium patellium. V nadloží pak najdeme vápence se zkamenělinami trilobita Ananaspis fecunda. Ve vápencové lavici, kterou tvoří jemnozrnný černošedý až šedý vápenec, se vyskytují různé zbytky hlavonožců.

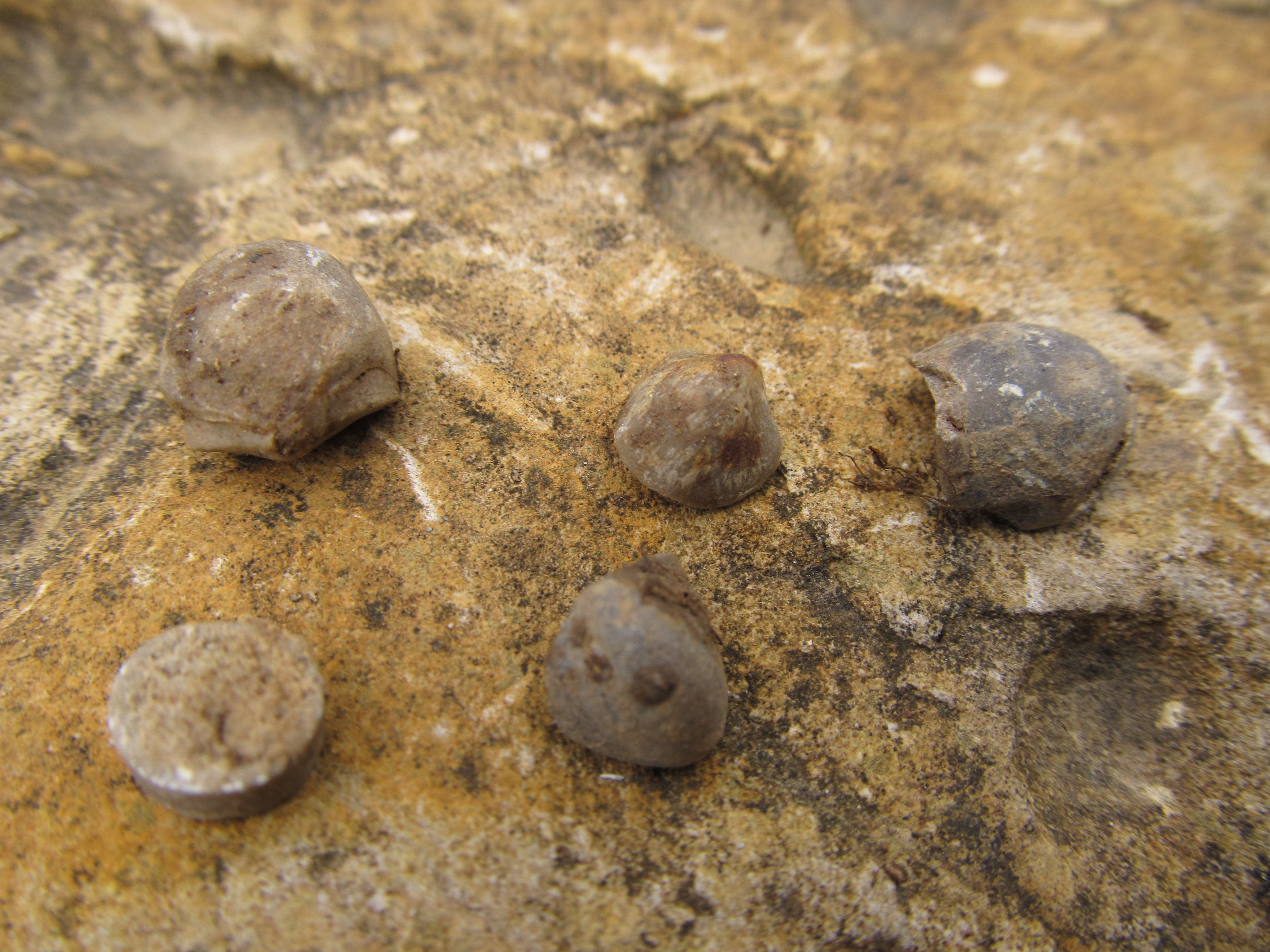
Zkameněliny v lokalitě NPP Požáry

Báze, která odděluje přídolí od ludlow, je ve vrstvě číslo 96 a je definována prvním výskytem graptolita Monograptus parultimus. Požárské souvrství tj. k vrstvě č. 136 charakterizují vápence s vložkami vápenatých břidlic. Nadloží pak tvoří lavice zrnitého vápence. Typický je zde výskyt hlavonožce Orthocycloceras fluminese. Další vrstvy č. 141, 143–146 obsahují úlomky lilijic Scyphocrinites elegans.
Jemno i hrubozrnné vápence od vrstvy č. 150 v šedé barvě ukrývají též lilijice Scyphocrinites elegans, dále také některé druhy ramenonožců. Ve vrstvě číslo 158 byl nalezen trilobit Tetinia minuta. V nadložních krinoidových vápencích devonského stupně se pak nachází trilobit Warburgella rugosa, ramenonožec Gypidula pelagra, Lanceomyonia tarda, Hebetoecha hebe a Glossaleptaena emarginata. Následné vrstvy profilu jsou tektonicky narušené, proto zde žádný výzkum neprobíhal.
Na výzkumu lokality se podílelo mnoho odborníkům, jako byli Florentin Paris z Rennes (zkoumal Chitinozoa), V. Havlíček (zkoumal ramenonožce), Hans-Peter Schönlaub (konodonty), Barnett (zkoumal konodonty), Bouška a Prokop (zkoumali krinoidy), Kukal (zkoumal hraniční interval), Aris Angelidis (zkoumal fyzikální vlastnosti celého profilu).

### Flora

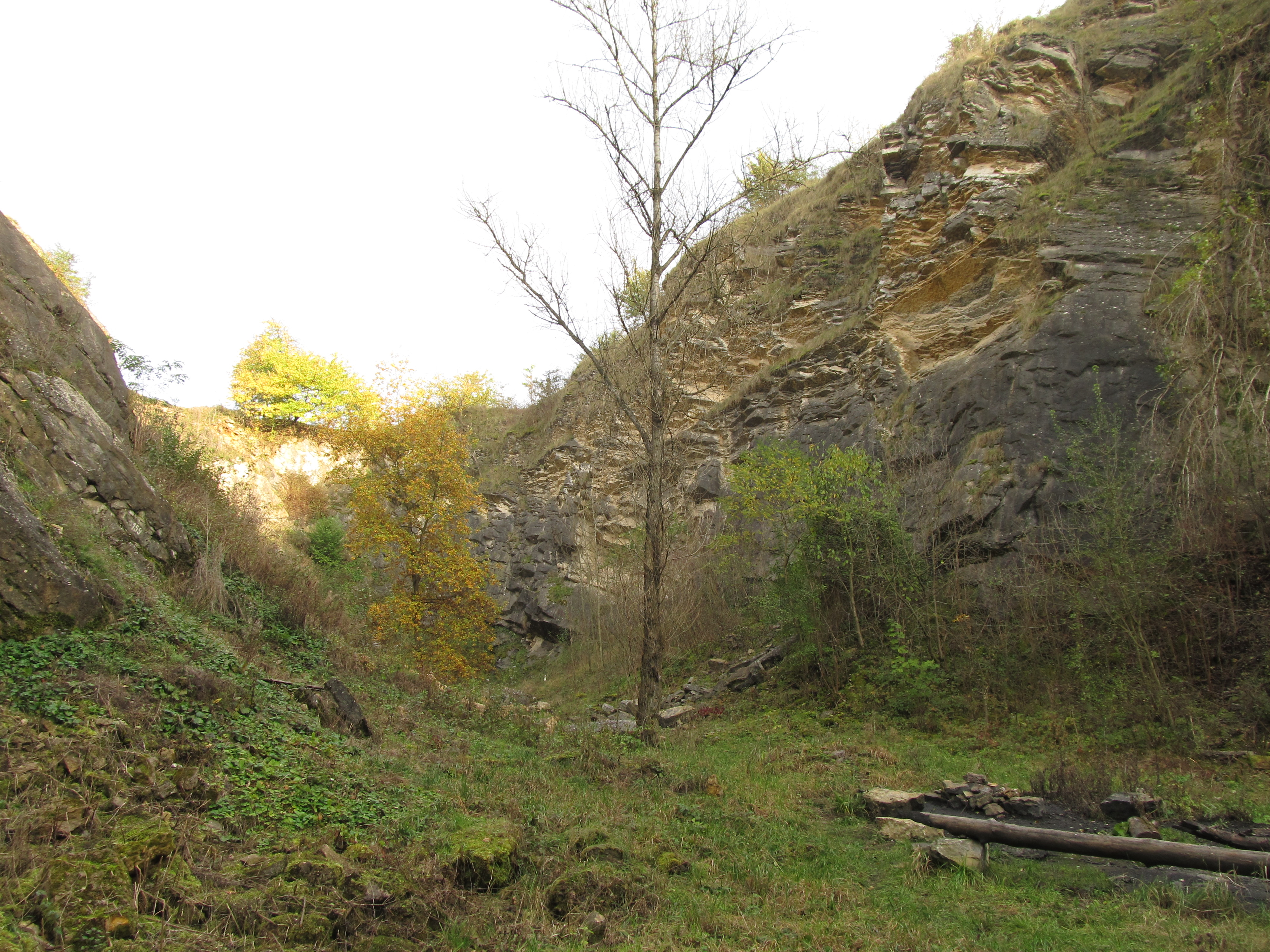
lom Požár 1

Na území národní přírodní památky se nalézají druhy, které nejsou vzácné. V podstatě se jedná o běžné druhy v krajině, která byla narušená činností člověka. Na lomových stěnách se vyskytuje locika prutnatou (Lactuca viminea). Dno lomu je zarostlé vrbou jívou (Salix caprea), ptačím zobem obecným (Ligustrum vulgare) a jasanem ztepilým ( Fraxinus excelsior), které se sem dostaly jako náletové dřeviny. Na horním okraji lomu se pak nachází vičenec písečný (Onobrychis arenaria).
Z bylin se zde vyskytuje devaterníček šedý ( Rhodax canus), pěchava vápnomilná (Sesleria caerulea), kostřavá waleská (Festuca valesiaca), trýzel škardolistý ( Erysimum crepidifolium ) a několik druhů ostřic.

### Fauna

#### Bezobratlí

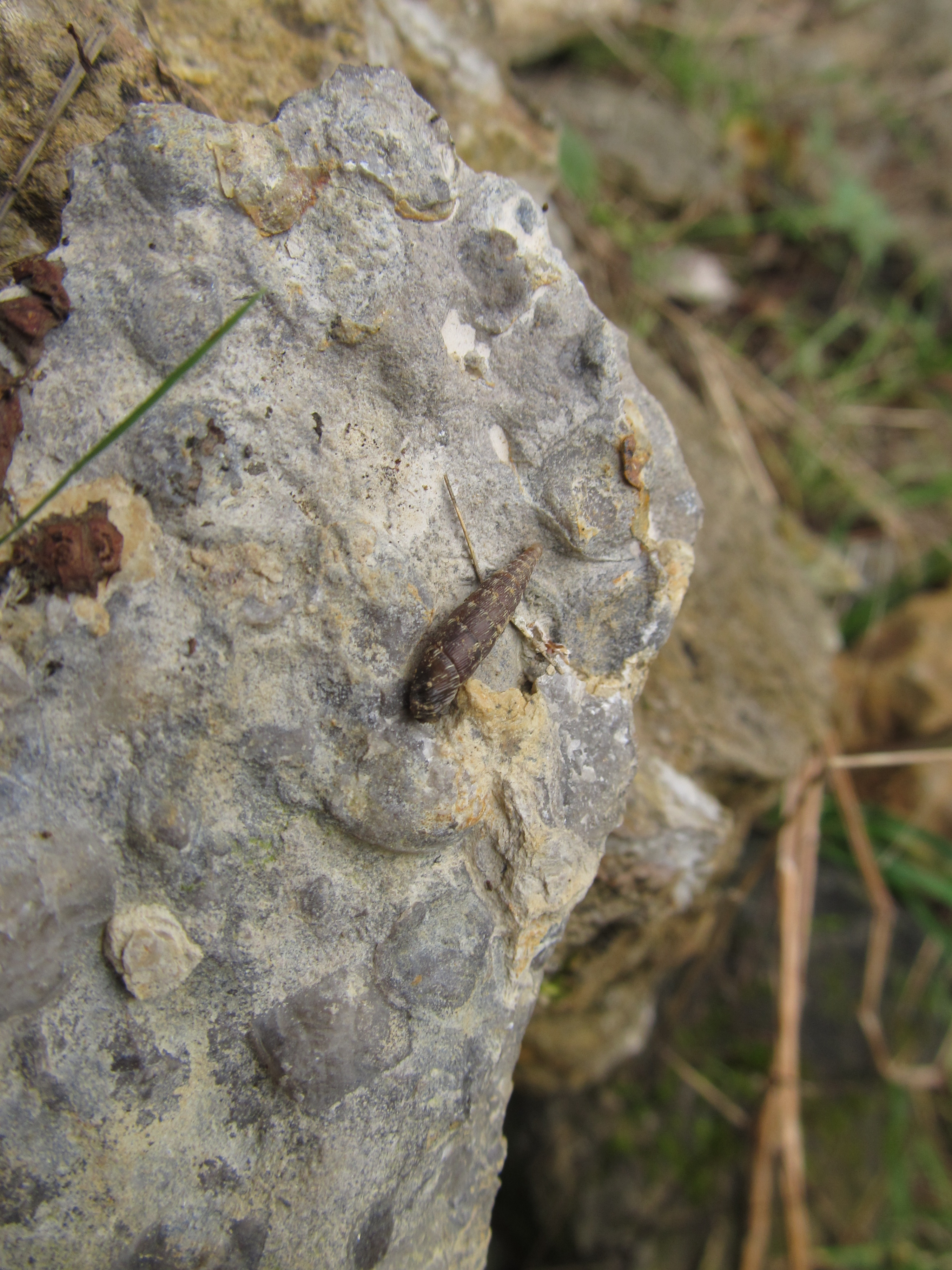
Závornatka

V lokalitě se vyskytují vzácný neoendemit plž závornatka (Bulgarica nitidosa). Lokalita je pro tohoto plže, původně se vyskytujícího na dolní a střední Berounce, náhradním stanovištěm. V lokalitě lze také najít vzácné střevlíky: Abax carinatus, Amara equestris, Amara sabulosa, Cymindis angularis, Lebia chlorocephala, Leisus montanus, a Trichocellus placidus. V lokalitě najdeme i motýly. Jako příklady lze jmenovat kovolesklce piplového (Euchalcia consona), skvrnušku hadincovou (Ethmia terminella), vřetenušku mateřídouškovou (Zygaena purpuralis), vřetenušku čičorkovou (Zygaena ephialtes), modráska rozchodníkového (Scolitantides orion), modráska podobného (Plebejus argyrognomon), a jarnici topolovou (Orthosia populeti).

#### Obratlovci
Na lokalitě byl pozorován výskyt skokana hnědého (Rana temporaria), z plazů pak ještěrky zelené (Lacerta viridis) a ještěrky obecné (Lacerta agilis). Na lokalitě se vyskytují hnízdiště několika druhů ptáků Prahy, jakými jsou rehek domácí (Phoenicurus ochruros) nebo konipas bílý (Motacilla alba). Z dalších ptáků, kteří byli na lokalitě pozorováni, lze jmenovat žlunu šedou (Picus canus), žluvu hajní (Oriolus oriolus), žlunu zelenou (Picus viridis), ze sov zde byl pozorován puštík obecný (Strix aluco), výr velký (Bubo bubo), kalous ušatý (Asio otus). Z dravců káně lesní (Buteo buteo) a poštolka obecná (Falco tinnunculus). Ze savců Prahy byl v lokalitě pozorován ježek obecný (Erinaceus europaeus) a myšice křovinná (Apodemus sylvaticus).

## Význam NPP

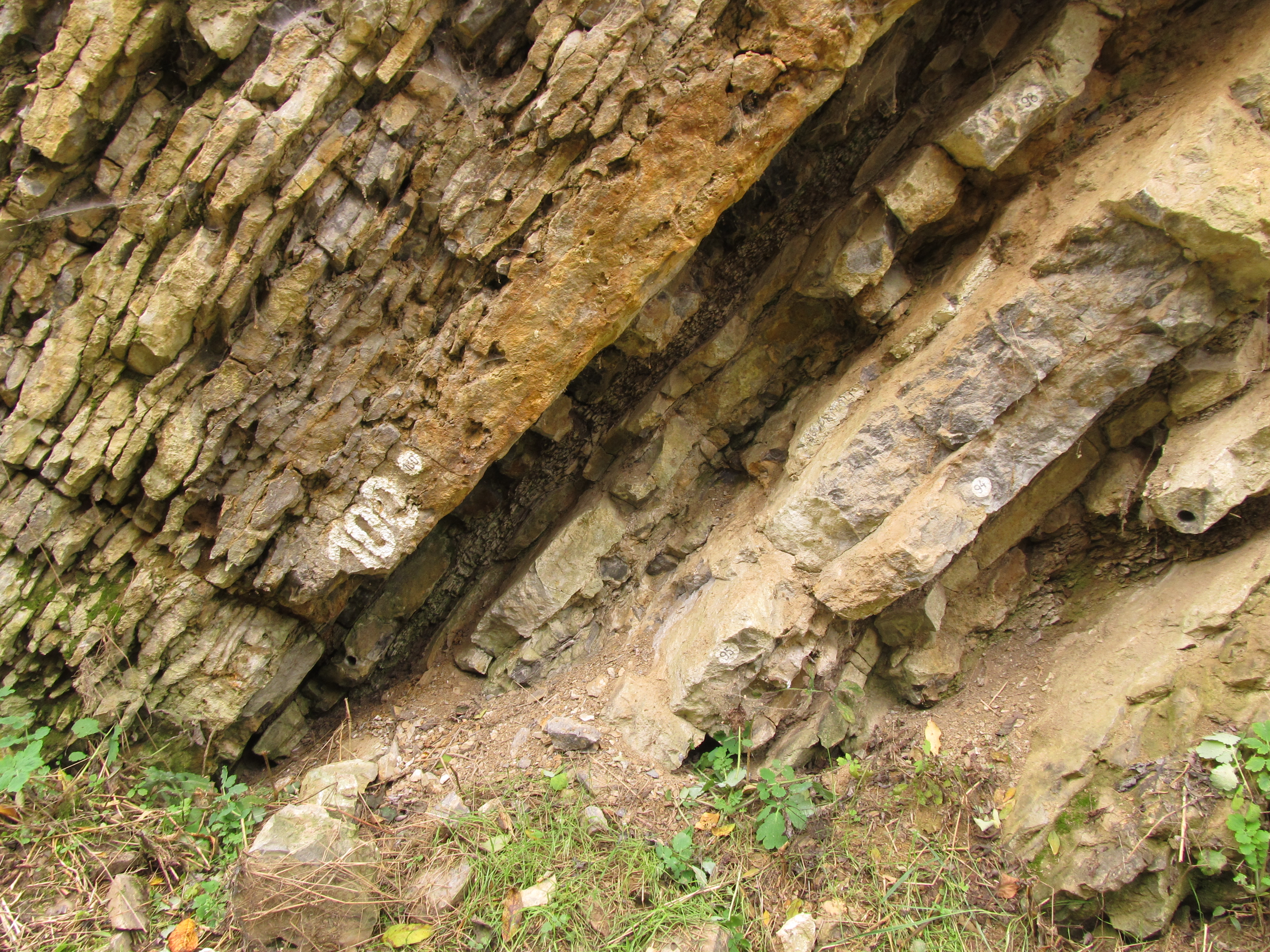
Označené vrstvy stratotypu

Lokalita je významná tím, že umožňuje vědecké studium. Statut mezinárodního stratotypu žádá, aby byl odkryv zachován a aby z něj byl umožněn odběr vzorků pro vědecké účely zdejším i zahraničním vědeckým pracovníkům. Povinností státu je zachovat stratotypu pro vědecké pracovníky přístupný a zároveň zde udržovat značení vrstev, které umožňuje další vědecký výzkum profilu.

## Ochrana
Současný stav lokality je výsledkem intenzivní lidské činnosti, avšak těžba v lomu již byla v minulosti zastavena. Dnes je však třeba chránit dno lomu, umělé skalní výchozy a stejně tak i dno zářezu před tím, aby na místě nevznikly černé skládky (které tam však přes veškerou péči vznikají) a také je třeba bránit šíření náletových dřevin. Povinností státu je dostatečná úprava přístupových tras a celého území tak, jak mu přísluší z hlediska jeho mezinárodního významu.